# Zlatko Pejaković
Zlatko Pejaković (Osijek, 29. kolovoza, 1950.), hrvatski je pjevač zabavne glazbe. Tijekom svoje dugogodišnje pjevačke karijere, objavio je više od 30 albuma. Surađivao je s brojnim poznatim hrvatskim autorima  (Zrinko Tutić, Tonči Huljić, Mario Mihaljević, Željko Pavičić i ini) te autorima iz susjednih država (Marina Tucaković, Kornelije Kovač i ini). Ostvario je zapažene nastupe na mnogim regionalnim festivalima zabavne glazbe (Zagrebfest, Beogradsko proleće, Vaš šlager sezone, Splitski festival), ali je najvjerniji bio Splitskom festivalu.

## Rana karijera i prvi uspjesi
Zlatko Pejaković rođen je u Osijeku 1950. godine. Pjevačku karijeru počeo je 1967. kao pjevač u osječkim vokalno-instrumentalnim sastavima Lavine, Čarobnjaci i Dinamiti, ali s njima nije objavljivao nikakve zvučne zapise pa je u to doba ostao nepoznat. Ipak, 1967. godine je napisao i tekst i melodiju za pjesmu "Čerge", koju je 3 godine poslije, 1970. godine, uglazbio i objavio kao pjevač zagrebačkog VIS-a Zlatni akordi. Pjesma je brzo postala hit diljem Jugoslavije te se i danas rado sluša u različitim aranžmanima i izvođenjima. Pjesma je na radio Zagrebu proglašena šundom i ne preporučljiva za vrćenje.
Godine 1971. Pejaković napušta Zlatne akorde te u rodnom Osijeku sudjeluje u osnivanju prog-rock grupe Had. Već pri samim počecima grupe bilo je velikih neslaganja između Pejakovića i bubnjara grupe Rajka Svilara pa je bilo očito da će netko od njih dvojice morati napustiti grupu.
Zlatko je u isto vrijeme dobio poziv za dolazak u Korni grupu.

## Angažman u Korni Grupi
Potkraj 1971. Pejaković dobiva ponudu od Josipa Bočeka, gitarista beogradske Korni Grupe i svog prijatelja iz Osijeka, da na mjestu vokala Korni Grupe zamijeni Zdravka Čolića. Tako Pejaković napušta grupu Had i odlazi u Beograd (gdje će živjeti do početka raspada SFRJ) te se priključuje Korni Grupi, koja je svirala progresivni rock. 
Po mišljenju mnogih kritičara, pa i samog vođe grupe Kornelija Kovača, razdoblje s Pejakovićem je bilo najplodnije razdoblje grupe. Godine 1972. grupa izdaje svoj prvi album, "Korni Grupa", a 1974. nastupaju na Pjesmi Eurovizije, s pjesmom "Moja generacija", gdje zauzimaju 12. mjesto. Zanimljivo je da je, zahvaljujući tom nastupu, Pejakovića zapazio menadžer  grupe Pink Floyd pa je "Korni grupi" ponudio da im budu predgrupa na Američkoj turneji od 47 koncerata.
Iste godine za talijansko tržište izdaju album Not An Ordinary Life koji sadrži prepjeve njihovih pjesama na engleski, ali album nije postigao zadovoljavajuću prodaju. Tijekom te godine Pejaković i Boček odlaze na odsluženje vojnog roka u JNA, a Kovač, razočaran plasmanom na Euroviziji i slabom prodajom albuma na engleskom, odlučuje da neće tražiti novog pjevača. Umjesto toga, Korni Grupa objavljuje prestanak rada, a nakon povratka Pejakovića i Bočeka održavaju dva oproštajna koncerta u novosadskom "Studiju M". 1975. objavljuju dvostruko LP izdanje "Mrtvo more", koje sadrži snimke s oproštajnih koncerata i kompilaciju njihovih pjesama sa singlova.
Zanimljivo je spomenuti i da je, za vrijeme svog angažmana u Korni Grupi, Pejaković u beogradskom Ateljeu 212 glumio Isusa u uprizorenju legendarnog mjuzikla Jesus Christ Superstar, koje je režirala Mira Trailović. 

## Solo karijera

### 1975. – 1980.
Nakon raspada Korni grupe Pejaković se upušta u solo karijeru, i dalje blisko surađujući s Kornelijem Kovačem. On je tako 1975. godine uglazbio Pejakovićevu prvu solo pjesmu, šlager "Ove noći jedna žena mirno spava", koja je objavljena na istoimenom singlu te postala veliki hit diljem Jugoslavije. 1976. Pejaković snima prvi samostalni album, "Lice", koji je drukčiji od ostalih jer su pjesme nalik onima kakve je pjevao u Korni Grupi. Na tom albumu ističe se izvedba pjesme "Etida", koju je Pejaković pjevao s Korni Grupom i koja je bila veliki hit, ali album osim toga nije imao većeg odjeka. Pejaković se stoga te iste godine vraća šlageristici s još dva hita: pjesmom "Kad jednom zaželiš", s kojom je nastupio na festivalu Beogradsko proleće, i pjesmom "Uspomene, uspomene".
1977. objavljuje album "Zlatko Pejaković" na kojemu se, osim hitova "Čerge" i "Ove noći jedna žena" u novim aranžmanima, ističu: balada "Vraćam se ljubavi", mediteranska kantolina "Ćao i piši mi" te spomenute "Uspomene". Iste godine na Zagrebfestu izvodi još jedan hit, šlager "Lagala je da me voli", koji objavljuje na istoimenom singlu.
1978. slijedi album "Tebi ljubavi" na kojemu se, osim naslovne pjesme, ističe i svadbarska pjesma "Zadnja momačka noć". Te godine Pejaković, nakon uspjeha s pjesmom "Ćao i piši mi", ponovno eksperimentira s mediteranskom glazbom nastupivši na Beogradskom proleću s hitom "Obriši te suze mama". 1979. objavljuje album "Dilema" te pobjeđuje na Splitskom festivalu, na kojem će redovno nastupati idućih desetak godina, s pjesmom "Ljetu je mome kraj", koja se dan danas ubraja u njegove najveće hitove. 1980. objavljuje manje uspješan album "Ti nisi ta".

### 1980. – 1983.
1981. godine Pejaković izdaje album "Trn", snimljen većinski u rock-stilu. Tu se, među ostalim, nalaze prerade njegovih pjesama iz doba Korni Grupe: "Divlje jagode" i "Kuda ideš, svete moj" te obrada pjesme "Jedna žena", koju je s Korni Grupom pjevao Dado Topić, a ističu se i pjesme "Meni je dosta priče i pića", "Bez veze", "I biće žena" te balada "Komad za glas, klavir i gitaru". Iste godine izdaje i hit singl "Cvita, Cvita, cvite moj", na kojemu se nalaze dvije pjesme koje je otpjevao s klapom Lučica na Splitskom festivalu - "Cvita" i "More, ti mi život značiš". 1982. izdaje album "Smiri se srce" i nastupa na Splitskom festivalu s pjesmom "Zaboravi Espanju", a godinu kasnije slijedi album "Sve je u redu" s kojeg se ističe pjesma "Malena", također sa Splitskog festivala.

### 1989.-danas
Nakon 1984. za Pejakovića slijedi par godina diskografske pauze (uz par manje značajnih nastupa na lokalnim festivalima zabavne glazbe). U međuvremenu ostvaruje suradnju s Tončijem Huljićem, koji je autor većine pjesama na njegovom povratničkom albumu "Zlatko Pejaković" iz 1989. godine. Tim albumom Pejaković pravi radikalni zaokret ka dalmatinskom pop-folk stilu, što je za mnoge predstavljalo veliko iznenađenje. Ipak, album obiluje hitovima kao što su: "Kad te napuste svi", "Odgovori", "Tamo gdje grožđe zri", "Bože,čuvaj tu ženu" i drugi. Nastavljajući suradnju s Huljićem, Pejaković 1990. u istom stilu objavljuje album "Kad prođe sve", s istoimenom uspješnicom.U međuvremenu, raspad Jugoslavije i agresija na Hrvatsku uzimaju maha pa Pejaković napušta Beograd i vraća se u domovinu.U to vrijeme je,iako dojučerašnji stanovnik Beograda,otvoreno podržao radikalno nacionalističku Hrvatsku stranku prava,na čijim je predizbornim skupovima nastupao zajedno sa svojim orkestrom "Aspalatos brass" u predizbornoj kampanji 1992 godine.

1993. objavljuje album "Zlatko Pejaković '93" koji sadrži hitove: "Ako odem prijatelji", "Nesretnik sam od rođenja", "Nećemo noćas doma", "Nisam te zaboravio", "Živio bih kao kralj". Iste godine nastaje i tamburaški album "Tamburicu ja, mandolinu ti" na kojemu se ističe domoljubna pjesma "Tamburica i mandolina", tamburaška obrada njegovih legendarnih "Čergi" i pjesma  "Svirci moji". Godinu dana poslije toga objavljuje album "Zlatko Pejaković '94" na kojemu odskače pjesma "Rijeke tiho teku". Album "Ni na nebu ni na zemlji" zapamćen je po hitovima "Neću" i "Misli svako da je meni lako", a nakon toga na albumu "Zlatko 2000" slijede popularne pjesme "Ma nije moguće" i "Nemam stranku, nemam partiju". Nakon albuma "Zlatko 2004" na kojemu se nalaze hitovi "Hoću" i "Otrova, otrova", godine 2004. sudjeluje i na festivalu Etnofest u Neumu i na Hrvatskom radijskom festivalu, potom Pejaković izdaje albume s tradicionalnim narodnim pjesmama nema "Pjevat će Slavonija","Ala je divan taj podravski kraj" i "Ličanin sam;govor me odaje",koji će biti dio narodne kompilacije "Hrvatski pleter". Album "Zlatko 2010", na kojemu se nalaze hitovi "Siromah sam, nije me sramota" i "Fenomenalno". Uslijedio je album "Zlatko 2014,te album u pripremi: "50 godina s vama",koji će Zlatko izdati povodom 50 godišnjice svog glazbenog rada i nastupanja.
Nakon duljeg izbivanja sa glazbene scene, Zlatko Pejaković se vratio na scenu 2018. godine surađujući u bendu "Tri Mušketira" gdje nastupa uz kolege glazbenike Jasmina Stavrosa i Mladena Grdovića.

## Diskografija
- Lice (1976.)
- Zlatko Pejaković (1977.)
- Tebi ljubavi (1978.)
- Dilema (1979.)
- Ti nisi ta (1980.)
- Trn (1981.)
- Smiri se srce (1982.)
- Sve je u redu (1983.)
- Zlatko Pejaković (1989.)
- Kad prođe sve (1990.)
- Tamburicu ja, mandolinu ti (1993.)
- Zlatko Pejaković '93 (1993.)
- Zlatko Pejaković '94 (1994.)
- U se, na se... zna se (1995.)
- Večeras će zvoniti zvona - Čestit Božić (1995.)
- Sve najbolje (1996.)
- Uspomene (1996.)
- Ni na nebu ni na zemlji (1997.)
- Koncert Dom Sportova, Zagreb '98 (1998.)
- Zlatko 2000 (2000.)
- Pijem da je zaboravim (2001.)
- Bezobrazno zelene (2002.)
- U ranu zoru (2003.)
- Zlatko 2004 (2004.)
- Ala je divan taj podravski kraj (2006.)
- Pjevat će Slavonija (2006.)
- Ličanin sam, govor me odaje (2007.)
- The platinum collection (2007.)
- "Zlatko 2010" (2010.)
- "Prijatelji zovite mi nju" (2020.) u bendu "Tri Mušketira"

### Zanimljivosti
- Josip Pejaković, bosanskohercegovački glumac poznat po monodramama "Oj živote" i "On meni nema Bosne", prvi je rođak Zlatka Pejakovića (očevi su im bili braća).[nedostaje izvor]
- Pjesmu "Pjevam danju, pjevam noću", jedan od najvećih hitova Zdravka Čolića, Kornelije Kovač je u početku nudio Pejakoviću, ali je pjesmu ipak odpjevao Čolić jer su on i Kovač pripadali istoj diskografskoj kući.[nedostaje izvor]

## Vanjske poveznice
- Discogs - Zlatko Pejaković (diskografija)